# Prodesmodora circulata
Prodesmodora circulata är en rundmaskart som först beskrevs av Heinrich Micoletzky 1913. Enligt Catalogue of Life ingår Prodesmodora circulata i släktet Prodesmodora och familjen Microlaimidae, men enligt Dyntaxa är tillhörigheten istället släktet Prodesmodora och familjen Desmodoridae. Arten är reproducerande i Sverige. Inga underarter finns listade i Catalogue of Life.